# William Henry Bell
William Henry Bell (født 20. august 1873 i St. Albans, England - død 13. april 1946 i Gordon´s Bay, Sommerset West, Sydafrika) var en sydafrikansk komponist, dirigent, lærer og professor.
Bell studerede i London på Royal College of Music med Charles Villiers Stanford. Han var senere professor i musik samme sted (1903-1912). Han tog til Sydafrika i 1912, blev dirigent i South African college of Music's Orchestra og blev i 1920 professor i musik på Cape Town University. Han underviste bl.a. John Joubert.
Bell har skrevet 5 symfonier, orkesterværker, operaer, kammermusik, korværker, klavermusik og sange.

## Udvalgte værker
- Symfoni nr. 1 "Walt Whitman" (i  C-mol) (1899) - for orkester
- Symfoni nr. 2 (i  A-mol (1918) - for orkester
- Symfoni nr. 3 (i  F-dur) (1918–1919) - for orkester
- Symfoni nr. 4 "En sydafrikansk Symfoni" (1927) - for orkester
- Symfoni nr. 5 (i  F-mol) (1932) - for orkester
- Canterbury Pilgrimme (Symfonisk Præludium) (1896) - for orkester